# Hénencourt
Hénencourt település Franciaországban, Somme megyében. Lakosainak száma 192 fő (2022. január 1.). Hénencourt Senlis-le-Sec, Bresle, Laviéville, Millencourt és Warloy-Baillon községekkel határos.

## Népesség
A település népességének változása:
| Lakosok száma | 193  | 195  | 197  | 195  | 194  | 193  | 193  | 194  | 192  |
|               | 2013 | 2015 | 2016 | 2017 | 2018 | 2019 | 2020 | 2021 | 2022 |